# ベレケト駅
ベレケト駅（ベレケトえき、トルクメン語: Bereket demirýol menzili、英: Bereket Railway Station）は、トルクメニスタンのベレケト市（旧・カザンジク市）にあるトルクメン鉄道の駅である。ベレケト市の主要駅。

## 概要
当駅は、カスピ海横断鉄道（カスピ海 - トルクメニスタン - ウズベキスタン共和国 - カザフスタン共和国）およびカザフスタン-トルクメニスタン-イラン鉄道（カザフスタン共和国 - トルクメニスタン - イラン・イスラム共和国）が交差し、重要で戦略的な鉄道交差点となっている。
当駅の近くにあるベレケト車両基地（またはベレケトRD）は、ベレケト市内にある機関車の修理および保守を行うための車両基地である。
当車両基地は、トルクメニスタンで最古かつ最大のMPDの一つである。1889年に、当車両基地が建造されている。

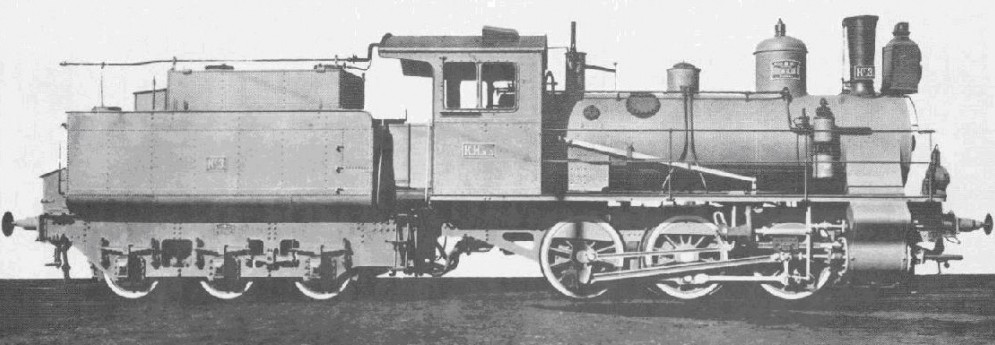
ベレケト車両基地が所有するロシア製クラスT機関車「ТЭ-189」（1857-1915年頃製造）

## 歴史
1885年に、当駅が建造された。2013年には、駅舎が再建されている。